# Lassing
Lassing  är en kommun i  distriktet Liezen i förbundslandet Steiermark i Österrike. Huvudort är Lassing-Kirchdorf.
Kommunen består av 18 orter (Ortschaften) (inom parentes invånarantal 1 januari 2024):

- Altlassing (133)
- Burgfried (64)
- Döllach (211)
- Fuchslucken (71)
- Gatschling (52)
- Heuberg (65)
- Lassing-Kirchdorf (382)
- Moos (103)
- Neusiedl (71)
- Niedermoos (96)
- Schattenberg (85)
- Sonnberg (31)
- Spiegelsberg (39)
- Stein (55)
- Treschmitz (85)
- Trojach (96)
- Unterberg (27)
- Wieden (20)